# Alonso Manrique de Lara y Silva
Alonso Manrique de Lara y Silva  (Galisteo, 11 de enero de 1672 – Madrid, 27 de marzo de 1737), I  duque del Arco fue un aristócrata que sirvió a la Real Casa Española.

## Vida y familia
Hijo segundo de Pedro Manrique de Lara, Señor de Arquillo, y de Antonia de Silva de noble familia toledana. Casa el 31 de julio de 1695 con Mariana Enríquez de Portugal, hija del conde de Montenuevo. Con tan solo 28 años entra al servicio del nuevo rey Felipe V, combatiendo a su lado en la guerra de sucesión española.
Compra en 1717 unos terrenos donde encargará la construcción de su famosa Quinta. El Monarca le convierte en su favorito principal y compañero de íntimas jornadas, nombrándole en 1721 su Caballerizo mayor. Permanecerá en este puesto al ceder la Corona a  Luis I y lo mantendrá al morir el Rey y volver al Trono su padre.
En 1724 es nombrado Caballero de la Orden del Toisón de Oro. En 1729 sería nombrado caballero de la orden francesa del Espíritu Santo.
Fallece sin sucesión, heredándole su sobrino.

### Individuales
1. 1 2 3 4 5  «Alonso Manrique de Lara y Silva | Real Academia de la Historia». dbe.rah.es. Consultado el 3 de julio de 2021.
2. 1 2  Valenzuela, Adolfo Barredo de (1996). Nobiliario de Extremadura. Ediciones Hidalguia. ISBN 978-84-89851-18-4. Consultado el 3 de julio de 2021.
3. 1 2  «Hoja del grupo familiar de Alonso MANRIQUE DE LARA Y SILVA / Mariana ENRíQUEZ DE PORTUGAL, II condesa de Montenuevo (F17365) c. 30 Jul 1695 : Tabla de Parentescos de don Fernando de Castilla». castilla.maxerco.es. Consultado el 3 de julio de 2021.
4. 1 2  «Quinta del duque del Arco (El Pardo, Madrid)». elgreco.digibis.com. Consultado el 3 de julio de 2021.
5. ↑  «TRIBUNA. EL DESCANSO DEL VIAJERO ETERNO». Consultado el 3 de julio de 2021.
6. ↑  Zúñiga, Lorenzo Bautista de (1748).  Florencio Joseph de Blas y Quesada, ed. Annales eclesiásticos i seglares de la m.n.i.m.l. ciudad de Sevilla, que comprehenden la olimpiada, o lustro de la corte en ella: con dos apendices, uno desde el año de 1671 hasta el de 1746. Sevilla. pp. 90-91.